# Jeffrey Jay Cohen
Jeffrey Jay Cohen (J.J. Cohen) est un acteur américain né le 22 juin 1965 connu pour son rôle de Skinhead, un copain de Biff dans Retour vers le futur et Retour vers le futur 2. Il apparaît dans des séries télévisées comme V, Pacific Blue, Alerte a Malibu et Providence. Il fait aussi une figuration dans le troisième opus de Retour vers le futur avec le rôle d'un copain de Needles. Il est devenu ami avec Steven Spielberg grâce à leurs rencontres lors de plusieurs pièces de théâtre. Selon Bob Gale, l'acteur aurait pu jouer le rôle de Biff a la place de Thomas F. Wilson. À cause de plusieurs apparitions au théâtre et à la télévision, il accepta cependant de faire une figuration. Il est surtout actif au cinéma des années 1990 et à la télévision. Depuis 2001, il est producteur et metteur en scène. 

## Filmographie
- 1984 : Paradise Motel
- 1985 : Retour vers le futur (Back To The Future)
- 1987 : Le Proviseur (The Principal)
- 1988 : La Ligne du diable
- 1989 : Retour vers le futur 2 (Back To The Future II)
- 1990 : Retour vers le futur 3 (Back To The Future III)
- 1999 : Les Pirates de la Silicon Valley (Silicon Valley)
- 2000 : Presque célèbre